# Viitorul simplu în limba engleză
The Simple Future Tense (numit și Simple Future, Indefinite Future este un timp verbal în limba engleză. În limba română poartă numele de Viitorul simplu sau Viitorul nedefinit.
Acest timp exprimă:
- acțiuni viitoare în general
- acțiuni legate de un anumit moment
- acțiune legată de o anumită perioadă de timp în viitor:
  - I shall miss you - O să-mi lipsești;
  - You'll feel much better after the treatment - Te vei simți mult mai bine după tratament;
  - She will be eighteen on Monday - (Ea) împlinește luni 18 ani.[1]

Acest timp verbal este format cu ajutorul verbului auxiliar shall la persoana I singular și plural și will la persoana a II-a și a III-a. 

### Forma afirmativă
| I, We     | shall              | play                      |
| --------- | ------------------ | ------------------------- |
| Subiect + | Auxiliarul shall + | Verbul la infinitiv scurt |

Mă voi juca
| You, He, They | will              | play                      |
| ------------- | ----------------- | ------------------------- |
| Subiect +     | Auxiliarul will + | Verbul la infinitiv scurt |

Te vei juca
| To play                     |  | To think                     |
| I shall/will play           |  | I shall/will think           |
| You shall/will play         |  | You shall/will think         |
| He, she, it shall/will play |  | He, she, it shall/will think |
| We shall/will play          |  | We shall/will think          |
| You shall/will play         |  | You shall/will think         |
| They shall/will play        |  | They shall/will think        |

- Forma negativă: I shall/will not play/think (forma contrasă: I shan't/won't play/think)
- Forme interogativă: shall/will I play/think
- Forme interogativă-negativă: shall/will I not play/think (forma contrasă: shan't/won't I play/think)